# Вашиштіпутра Сатакарні
Вашиштіпутра Сатакарні — сатаваханський цар, який правив регіоном Декан. Успадкував владу від свого брата Вашиштіпутри Пулумайї та сином великого завойовника Гаутаміпутри.
Вашиштіпутра Сатакарні мав великий конфлікт із Західними Кшатрапами, але згодом одружився з дочкою Рудрадамана I задля створення династичного союзу. Утім згодом зазнав поразки у битві від свого тестя.